# Bidens connata
Espèce
Classification phylogénétique
Bidens connata, le Bident à feuilles connées ou Bident soudé, est une espèce de plante à fleurs de la famille des Asteraceae.
Ce sont des plantes herbacées.

## Répartition
Originaire d'Amérique du Nord, on la trouve en Europe, dont en France, le long des berges des cours d'eau.
En Bretagne, elle est listée comme plante envahissante.